# Fernando Agostinho da Costa
Fernando Agostinho da Costa, noto anche con lo pseudonimo di Xara o di Chara (Luanda, 10 ottobre 1981), è un ex calciatore angolano, centrocampista.